# Stadio dei Pini (Avezzano)
Lo stadio dei Pini è uno stadio di atletica leggera della città di Avezzano, nonché una delle principali strutture sportive della Marsica, in Abruzzo. Unitamente alla palestra per il pugilato, all'area riservata al tiro al volo, al bike park per la pratica del mountain bike, alla piscina comunale, alla palestra per le arti marziali, al bocciodromo e ai campi da tennis fa parte del complesso sportivo del quartiere di Borgo Pineta.

## Storia

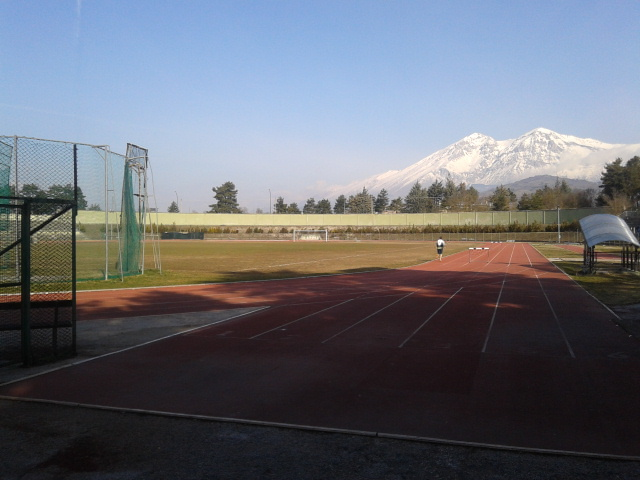
Lo stadio in una foto del 2015

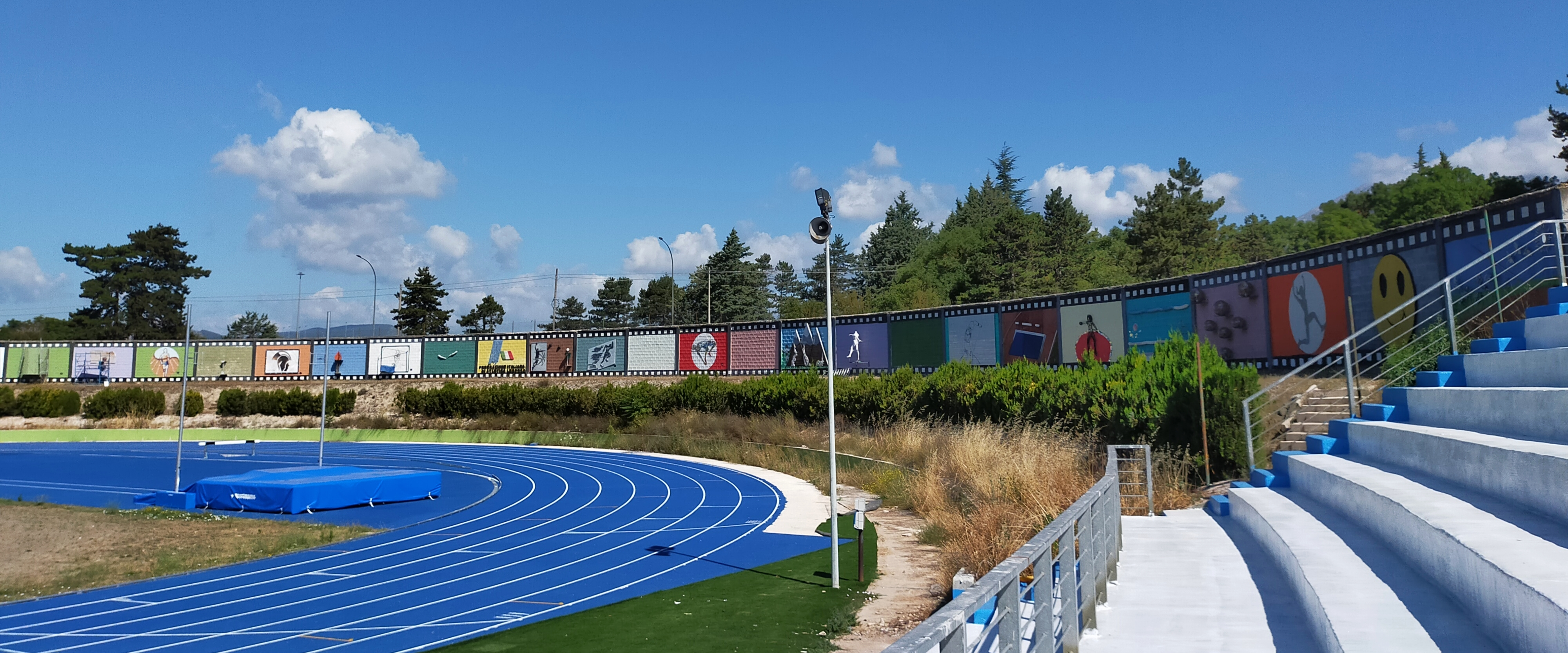
Veduta parziale del museo a cielo aperto dello stadio (2025)

Dopo oltre cinque anni dal terremoto della Marsica, nel settembre del 1920, successivamente allo smantellamento del campo di concentramento della prima guerra mondiale, l'onorevole Camillo Corradini ottenne la cessione gratuita della gran parte dei terreni e di alcuni edifici in favore del comune di Avezzano. Nel 1921 venne realizzato il primo progetto dello stadio dei Pini che sarebbe dovuto diventare il campo da gioco ufficiale della società sportiva calcistica "Marsicana" che nel 1925 risultò già essere assorbita nella "Forza e Coraggio". 
L'inaugurazione ufficiale dello stadio, utilizzato per la pratica sportiva già molto tempo prima, avvenne in forma ufficiale nel 1971.
La struttura ha ospitato per diversi anni il meeting di atletica leggera Città di Avezzano, trofeo "Pietro Marianella", una manifestazione internazionale che ha visto la partecipazione di atleti olimpici e mondiali. Le prime edizioni si sono svolte nel 1974, 1975 e 1976. Ad Avezzano hanno gareggiato, tra gli altri, Sara Simeoni, che nel 1974 stabilì allo stadio dei Pini il record italiano di salto in alto, Pietro Mennea nel 1976 e Steve Williams, velocista statunitense, primatista mondiale dei cento metri che gareggiarono su una superficie in bitumvelox (misto gomma-asfalto). 
Negli anni settanta e ottanta la struttura ha ospitato diverse gare casalinghe dei tornei professionistici dell'Avezzano Calcio, impegnato in Serie C2 ed Interregionale, prima della ristrutturazione dello stadio dei Marsi avvenuta nel 1990. Prima dell'inaugurazione degli stadi del rugby e dell'hockey su prato, avvenuta nel 2001, vi si disputarono le gare dell'Avezzano Rugby e dell'Hockey Avezzano.
Le edizioni degli anni novanta e duemila del meeting di atletica, organizzate in seguito ai lavori di ristrutturazione dell'impianto e di rifacimento della pista di atletica leggera terminati nel 1989 e realizzati anche grazie alla figura di Mario Pescante, allora segretario generale del CONI, hanno visto la presenza di atleti di altissimo livello come Fiona May, Fabrizio Mori, Stefano Baldini e Manuela Levorato.
A causa di scarsi contributi economici l'appuntamento annuale con il meeting della regina degli sport, che ha raggiunto 19 edizioni, è saltato oppure è stato rinviato all'anno successivo, fino all'impossibilità strutturale di ospitare eventi di carattere nazionale e internazionale. 
Nel corso dell'estate del 2022 hanno avuto inizio i lavori di ristrutturazione dello stadio, con la realizzazione della pista a otto corsie.

## Caratteristiche
L'impianto sportivo, circondato da circa 60.000 metri quadrati di pineta, è dotato di una pista di atletica leggera a 8 corsie, pedane del salto in lungo, salto in alto e dei lanci. Un sottopasso collega lo stadio con gli spogliatoi e i servizi igienici. Le due tribune, scoperte, sono dotate di una cabina per cronisti ed una postazione stampa. Nell'impianto sono presenti i sistemi di illuminazione e di amplificazione sonora.

## Museo dello sport
Il museo dello sport a cielo aperto è stato realizzato a cominciare dal 2022, anno dell'avvio dei lavori di riqualificazione dell'impianto sportivo e di ampliamento e rifacimento della pista di atletica leggera. Le 33 opere, realizzate attraverso il riutilizzo di materiali usati e di riciclaggio e  collocate su dei pannelli posti lungo il muro di cinta della curva nord, raffigurano varie discipline sportive e il braciere con la fiamma olimpica.